# Streaming Songs
Pour les articles homonymes, voir Songs.
Streaming songs est un classement hebdomadaire des musiques les plus écoutées en ligne publié par magazine Billboard. Il répertorie les chansons les plus diffusées chaque semaine sur les principaux services de musique en ligne aux États-Unis. Le streaming représente l'une des trois composantes, avec la diffusion (Hot 100 Airplay) et les ventes (Hot Digital Songs et Hot Singles Sales), qui déterminent le classement général des chansons dans le Billboard Hot 100, qui classe les chansons les plus populaires aux États-Unis.
Le directeur éditorial de Billboard, Bill Werde, déclare que le succès de Harlem Shake les avait incités créer ce classement. La première chanson classée no 1 du classement est Thrift Shop de Macklemore & Ryan Lewis le 19 janvier 2013.

## Classements

### Chansons classéeno1le plus longtemps
| Nombre de semaines | Artiste(s)                                | Chanson                         | Date |
| ------------------ | ----------------------------------------- | ------------------------------- | ---- |
| 20                 | Lil Nas X et Billy Ray Cyrus              | Old Town Road                   | 2019 |
| 16                 | Luis Fonsi, Daddy Yankee et Justin Bieber | Despacito                       | 2017 |
| 14                 | Designer                                  | Panda                           | 2016 |
| 14                 | Post Malone et 21 Savage                  | Rockstar                        | 2017 |
| 13                 | Miley Cyrus                               | Wrecking Ball                   | 2013 |
| 13                 | Iggy Azalea et Charli XCX                 | Fancy                           | 2014 |
| 13                 | Roddy Ricch                               | The Box (en)                    | 2020 |
| 12                 | Mark Ronson et Bruno Mars                 | Uptown Funk                     | 2015 |
| 12                 | Les Chainsmokers et Halsey                | Closer                          | 2016 |
| 10                 | Meghan Trainor                            | All About That Bass             | 2014 |
| 10                 | Silentó                                   | Watch Me (en)                   | 2015 |
| 10                 | Migos et Lil Uzi Vert                     | Bad and Boujee                  | 2017 |
| 10                 | DaBaby et Roddy Ricch                     | Rockstar (en)                   | 2020 |
| 10                 | Cardi B et Megan Thee Stallion            | WAP                             | 2020 |
| 10                 | Mariah Carey                              | All I Want for Christmas Is You | 2019 |

Références,,, .

### Chansons les plus écoutées
| Nombre d'écoutes | Artiste(s)                     | Chanson                         | Date              |
| ---------------- | ------------------------------ | ------------------------------- | ----------------- |
| 143 millions     | Lil Nas X et Billy Ray Cyrus   | Old Town Road                   | 20 avril 2019     |
| 116,2 millions   | Drake                          | In My Feelings                  | 28 juillet 2018   |
| 103,1 millions   | Baauer                         | Harlem Shake                    | 2 mars 2013       |
| 101,7 millions   | Drake                          | God's Plan                      | 3 mars 2018       |
| 93,8 millions    | Ariana Grande                  | Thank U, Next                   | 15 décembre 2018  |
| 93 millions      | Cardi B et Megan Thee Stallion | WAP                             | 22 août 2020      |
| 85,3 millions    | Ariana Grande                  | 7 Rings                         | 2 février 2019    |
| 84,5 millions    | Taylor Swift                   | Look What You Made Me Do        | 16 septembre 2017 |
| 77,2 millions    | Roddy Ricch                    | The Box (en)                    | 25 janvier 2020   |
| 76,1 millions    | Olivia Rodrigo                 | Drivers License                 | 23 janvier 2021   |
| 72,2 millions    | Mariah Carey                   | All I Want for Christmas Is You | 4 janvier 2020    |

Références,,, .

### Artistes avec le plus de singles classésno1
| Nombre de singles | Artiste             | Références |
| ----------------- | ------------------- | ---------- |
| 10                | Drake               | [ 12 ]     |
| 5                 | Justin Bieber       | [ 13 ]     |
| 4                 | Travis Scott        | [ 14 ]     |
| 4                 | Taylor Swift        | [ 15 ]     |
| 4                 | Cardi B             | [ 16 ]     |
| 3                 | Miley Cyrus         | [ 17 ]     |
| 3                 | Lil Baby            | [ 18 ]     |
| 3                 | Beyoncé             | [ 19 ]     |
| 3                 | Juice Wrld          | [ 20 ]     |
| 3                 | Ariana Grande       | [ 21 ]     |
| 3                 | Megan Thee Stallion | [ 22 ]     |

### Artistes le plus longtemps classéno1
| Nombre de semaines | Artiste         | Références |
| ------------------ | --------------- | ---------- |
| 40                 | Drake           | [ 12 ]     |
| 29                 | Justin Bieber   | [ 13 ]     |
| 25                 | Miley Cyrus     | [ 17 ]     |
| 23                 | Roddy Ricch     | [ 23 ]     |
| 22                 | Lil Nas X       | [ 24 ]     |
| 19                 | Billy Ray Cyrus | [ 24 ]     |
| 17                 | Post Malone     | [ 25 ]     |
| 16                 | Luis Fonsi      | [ 26 ]     |
| 16                 | Daddy Yankee    | [ 27 ]     |
| 16                 | Ariana Grande   | [ 28 ]     |
| 14                 | Desiigner       | [ 29 ]     |
| 14                 | 21 Savage       | [ 30 ]     |
| 14                 | Cardi B         | [ 31 ]     |
| 13                 | Iggy Azalea     | [ 32 ]     |
| 13                 | Charli XCX      | [ 33 ]     |
| 13                 | Bruno Mars      | [ 34 ]     |

### Autre
- All I Want For Christmas Is You de Mariah Carey est la première et la seule chanson saisonnière à avoir été classée no 1, le 5 janvier 2019, avec 51,9 millions d'écoutes[35].
- Old Town Road de Lil Nas X et Billy Ray Cyrus est la première chanson à recueillir plus de  100 millions d'écoutes, en seulement neuf semaines.
- WAP de Cardi B et Megan Thee Stallion détient le record du plus grand nombre d'écoutes durant la semaine de sortie, avec 93 millions d'écoutes.